# Avcı
Avcı ist ein türkischer männlicher Vorname mit der Bedeutung „Jäger“, der insbesondere als Familienname vorkommt.

## Namensträger

### Familienname
- Abdullah Avcı (* 1963), türkischer Fußballtrainer
- Adem Furkan Avcı (* 1996), türkischer Boxer
- Bengisu Avcı (* 1996), türkische Freiwasserschwimmerin
- Ceylan Avcı (* 1974), türkische kurdische Sängerin
- Erkan Avcı (* 1982), türkischer Schauspieler
- Hanefi Avcı (* 1956), türkischer Polizeipräsident und Buchautor
- İzzet Avcı (* 1949), türkischer Bogenschütze
- Kerim Avcı (* 1989), deutsch-türkischer Fußballspieler
- Koray Avcı (Fußballspieler) (* 1978), türkischer Fußballspieler
- Koray Avcı (Musiker) (* 1990), türkischer Musiker
- Nabi Avcı (* 1953), türkischer Politiker
- Ramazan Avcı (1959–1985), türkisches Opfer deutscher Rechtsextremisten
- Sabit Osman Avcı (1921–2009), türkischer Politiker
- Sedef Avcı (* 1982), türkische Schauspielerin und Model
- Turgay Avcı (* 1959), türkisch-zypriotischer Politiker
- Yasin Avcı (Fußballspieler, 1983) (* 1983), türkischer Fußballspieler
- Yasin Avcı (Fußballspieler, 1984) (* 1984), dänisch-türkischer Fußballspieler